# Hans-Karl Eder
Hans-Karl Eder (* 20. September 1950 in Heiden) ist ein deutscher Lehrer, Mathematiker und Buchautor.

## Leben
Nach dem Abitur am Gymnasium Remigianum studierte Eder evangelische Theologie, Philosophie, Pädagogik und Mathematik an der neu gegründeten Ruhr-Universität Bochum. Zu seinen Professoren gehörten u. a. Rita Süssmuth und Jakob Muth. Er gehörte mit Käte Meyer-Drawe mehrere Jahrzehnte zum festen Kreis des wöchentlichen Seminars von Muth. Eine begonnene Dissertation verfolgte Eder nach dem frühen Tod seines akademischen Lehrers Jakob Muth nicht weiter.
Bereits während seines Studiums war Eder als Lehrer tätig und übernahm mit knapp über 20 Jahren die Klassenleitung an einer Realschule in Borken. Nach dem ersten (1975) und zweiten Staatsexamen (1976) fürs Lehramt war er zunächst als Realschullehrer und Fachleiter tätig. Bereits mit 33 Jahren übernahm er 1984 die Leitung der Israhel-van-Meckenem-Realschule in Bocholt. Diese leitete Eder bis zu seiner Pensionierung im Jahr 2018. Zu seinen Schülern gehörten u. a. Peter Hyballa, Phil Bauhaus und Felix Wienand.
Er war lange Jahre Mitglied des Prüfungsamtes für I. und II. Staatsprüfungen in Münster, Fachberater für Mathematik bei der Bezirksregierung in Münster, Mitglied in der Gütesiegelkommission und Schulentwicklungsberater beim Schulministerium NRW.
Zugleich betätigte er sich als Autor pädagogischer und mathematischer Fachpublikationen. Eder veröffentlichte auch populärwissenschaftliche Werke zur Mathematik. Sein Mathematiklexikon von 1993 Mathematik – Von 5 bis 10, von A bis Z verkaufte sich bis heute weit mehr als 100.000 Mal.
Nach seiner Pensionierung ist Eder Dozent der JUNGEN UNI Bocholt, einer Kinder- und Jugenduniversität der Stadt Bocholt. Einer breiten Öffentlichkeit ist Eder bekannt als Autor der regelmäßigen Kolumne Matheknobeleien in der Borkener Zeitung und im Bocholt-Borkener-Volksblatt. Seine Rätsel wurden u. a. publiziert von Scientific American und vom SPIEGEL. Einige seiner Rätsel verwendete Holger Dambecks in seinem Bestseller Das Kreuz mit dem Quadrat (2024).
Eder ist zudem Kolumnist von Spektrum der Wissenschaft, seine dortige Kolumne heißt Rätseln mit Eder.
Er lebt in Borken.

## Schriften (Auswahl)
- Mathematik – Von 5 bis 10, von A bis Z: Ein lehrwerkunabhängiges Mathematik-Lexikon. Schöningh, Paderborn 1993, ISBN 978-3140370028.
- Zauberhafte Mathematik: Mathematische Rätsel und Knobeleien. Hanser Verlag, München 2020, ISBN 978-3446465954.
- Mathematik - Kompetenzcheck: Vorbereitung auf die Klassen 9 und 10.Aufgaben, Lösungen, Hilfen, Test. Kl. 8, Band 8. Schöningh, Paderborn 2011, ISBN 9783140370172.
- Formelsammlung Mathematik: pauschal zugelassen für die zentrale Abschlußprüfung in Klasse 10 in Nordrhein-Westfalen und anderen Bundesländern. Schöningh, Paderborn 2006, ISBN 9783140370035.
- Zauberhafte Mathematik II: Mathematische Rätsel und Knobeleien. Hanser Verlag, München 2023, ISBN 978-3-446-47860-2.